# Stipan Konzul
Stipan Konzul Istrski je bil hrvaški protestantski duhovnik in pisatelj. Velja za prvega gradiščansko hrvaškega književnika. * Buzet o. 1521; † Spodnja Avstrija, ali Gradiščanska(?), 1568.
Rodil se je v Istri, župnikoval v Pazinu, nato je odšel v Kranj in Ljubljano, kjer je spoznal Primoža Trubarja. Leta 1552 je živel v Regensburgu v Nemčiji, kjer je s pomočjo Antona Dalmatina v čakavščini izdal protestantsko postilo. Le-ta je napisana tako v latinici kot tudi v cirilici in glagolici. Iz Regensburga je odšel na Ogrsko in služboval med gradiščanskimi ter spodnjeavstrijskimi čakavskimi Hrvati. Tukaj je ustvaril nekaj rokopisnih del, vendar so bila le-ta napisana v čakavščini, ne pa tudi v gradiščanščini.

## Dela
- Parvi del posztile evanyeliov
- Drvgi del posztile, to yeszt letni deli evanyeliov